# Lijst van voetbalinterlands China - Rusland (vrouwen)
Deze lijst van voetbalinterlands is een overzicht van alle officiële voetbalinterlands tussen de nationale vrouwenteams van China en Rusland. De landen hebben tot nu toe vijftien keer tegen elkaar gespeeld.

## Wedstrijden
| №  | Plaats                     | Datum             | Competitie                                    | Wedstrijd       | Uitslag |
| -- | -------------------------- | ----------------- | --------------------------------------------- | --------------- | ------- |
| 1  | Vila Real de Santo António | 13 maart 1996     | Algarve Cup 1996                              | China − Rusland | 1 − 0   |
| 2  | San Jose                   | 30 juni 1999      | WK 1999                                       | China − Rusland | 2 − 0   |
| 3  | Wuhan                      | 31 augustus 2002  | Vriendschappelijk                             | China − Rusland | 2 − 1   |
| 4  | Portland                   | 28 september 2003 | WK 2003                                       | China − Rusland | 1 − 0   |
| 5  | Quanzhou                   | 28 januari 2005   | Four Nations Women's Football Tournament 2005 | China − Rusland | 3 − 1   |
| 6  | Duyun                      | 8 februari 2007   | Vriendschappelijk                             | China − Rusland | 2 − 1   |
| 7  | Duyun                      | 11 februari 2007  | Vriendschappelijk                             | China − Rusland | 1 − 0   |
| 8  | Krasnoarmeisk              | 6 juli 2009       | Vriendschappelijk                             | Rusland − China | 0 − 0   |
| 9  | Krasnoarmeisk              | 9 juli 2009       | Vriendschappelijk                             | Rusland − China | 0 − 1   |
| 10 | Changchun                  | 22 juli 2011      | Vriendschappelijk                             | China − Rusland | 2 − 0   |
| 11 | Changchun                  | 26 juli 2011      | Vriendschappelijk                             | China − Rusland | 2 − 2   |
| 12 | Vila Real de Santo António | 7 maart 2018      | Algarve Cup 2018                              | China − Rusland | 2 − 1   |
| 13 | Wuhan                      | 4 april 2019      | Four Nations Women's Football Tournament 2019 | China − Rusland | 4 − 1   |
| 14 | Qingdao                    | 1 juli 2023       | Vriendschappelijk                             | China − Rusland | 1 − 0   |
| 15 | Qingdao                    | 4 juli 2023       | Vriendschappelijk                             | China − Rusland | 2 − 1   |

## Samenvatting
| Competitie                               | Totaal gespeeld | Winst China | Gelijk | Winst Rusland | Doelsaldo China – Rusland |
| ---------------------------------------- | --------------- | ----------- | ------ | ------------- | ------------------------- |
| WK-eindronde                             | 2               | 2           | 0      | 0             | 3 − 0                     |
| Algarve Cup                              | 2               | 2           | 0      | 0             | 3 − 1                     |
| Four Nations Women's Football Tournament | 2               | 2           | 0      | 0             | 7 − 2                     |
| Vriendschappelijk                        | 9               | 7           | 2      | 0             | 13 − 5                    |
| Totaal                                   | 15              | 13          | 2      | 0             | 26 − 8                    |

CFA · A-internationals · Chinees mannenelftal
1986 – 1989 · 1991 – 1999 · 2000 – 2009 · 2010 – 2019 · 2020 – 2029
Argentinië ·
Australië ·
Brazilië ·
Canada ·
Chili ·
Colombia ·
Costa Rica ·
Denemarken ·
Duitsland ·
Engeland ·
Filipijnen ·
Finland ·
Frankrijk ·
Ghana ·
Guam ·
Guatemala ·
Haïti ·
Hongarije ·
Hongkong ·
Ierland ·
IJsland ·
India ·
Indonesië ·
Iran ·
Italië ·
Ivoorkust ·
Japan ·
Joegoslavië ·
Jordanië ·
Kameroen ·
Kazachstan ·
Kroatië ·
Maleisië ·
Mexico ·
Mongolië ·
Myanmar ·
Nederland ·
Nieuw-Zeeland ·
Nigeria ·
Noord-Korea ·
Noorwegen ·
Oekraïne ·
Oezbekistan ·
Portugal ·
Roemenië ·
Rusland ·
Schotland ·
Sovjet-Unie ·
Spanje ·
Tadzjikistan ·
Taiwan ·
Thailand ·
Tsjechië ·
Verenigde Staten ·
Vietnam ·
Wales ·
Zambia ·
Zimbabwe ·
Zuid-Afrika ·
Zuid-Korea ·
Zweden ·
Zwitserland